# 溜子田水库
溜子田水库是中国云南省曲靖市师宗县境内的一座水库，位于官庄河上，建于1957年。水库正常库容为970万立方米，集雨面积为20平方千米，海拔为1871.06米。